# خاص أباد
خاص‌ أباد هي قرية في مقاطعة أسكو، إيران. عدد سكان هذه القرية هو 1,252 في سنة 2006.